# Elaboration (Pharmazie)
Elaboration bezeichnet im österreichischen Arzneimittelrecht die Herstellung bestimmter Arzneimittel in  der Apotheke auf Vorrat.
Das österreichische Arzneimittelgesetz erlaubt die Herstellung eines Vorrates an Arzneien, von denen der Apotheker erwarten kann, dass sie innerhalb einer vorhersehbaren Zeit gebraucht werden, weil ein Arzt, Zahnarzt oder Tierarzt diese verordnet. Solche Arzneimittel haben insofern eine Sonderstellung, als sie keiner Zulassung durch die Behörden bedürfen. Der Apotheker in Österreich ist lediglich angehalten eine Elaborationskartei für auf Vorrat hergestellte Arzneimittel zu führen.